# Ferula baluchistanica
Ferula baluchistanica är en flockblommig växtart som beskrevs av Siro Kitamura. Ferula baluchistanica ingår i släktet stinkflokesläktet, och familjen flockblommiga växter. Inga underarter finns listade i Catalogue of Life.